# Sookaera-Metsanurga
Sookaera-Metsanurga is een plaats in de Estlandse gemeente Saku, provincie Harjumaa. De plaats heeft de status van dorp (Estisch: küla).

## Bevolking
Het dorp had 20 inwoners op 31 december 2011 en 21 inwoners op 31 december 2021.

## Geschiedenis
Het dorp werd in 1945 afgesplitst van Sookaera ten oosten van Sookaera-Metsanurga (nu in de gemeente Kiili). In 1977 werd het opgedeeld tussen Tõdva en Lokuti. In 2005 werd de status van apart dorp hersteld.